# Sulcastrella leviorum
Sulcastrella leviorum är en svampdjursart som först beskrevs av van Soest och L. Hajdu 2000.  Sulcastrella leviorum ingår i släktet Sulcastrella och familjen Desmanthidae.
Artens utbredningsområde är Barbados. Inga underarter finns listade i Catalogue of Life.